# West Air Luxembourg
West Air Luxembourg s.a. — люксембургская дочерняя компания шведской грузовой авиакомпании West Air Sweden, базирующейся в городе Гётеборг. Компания основана в 2002 году и работает в основном как доставщик экспресс-почты для TNT, DHL, FedEx и UPS. Флот компании состоит из восьми самолётов BAe ATP и одного ATR-72
. Оба типа самолёта могут нести коммерческую нагрузку до 8500 кг. Общая численность персонала 70 человек, из них 48 пилотов и 7 техников.
В 2014 году авиакомпания переименована в Smart Cargo.